# Índia do Sul

As regiões normalmente consideradas como integrando a "Índia do Sul"

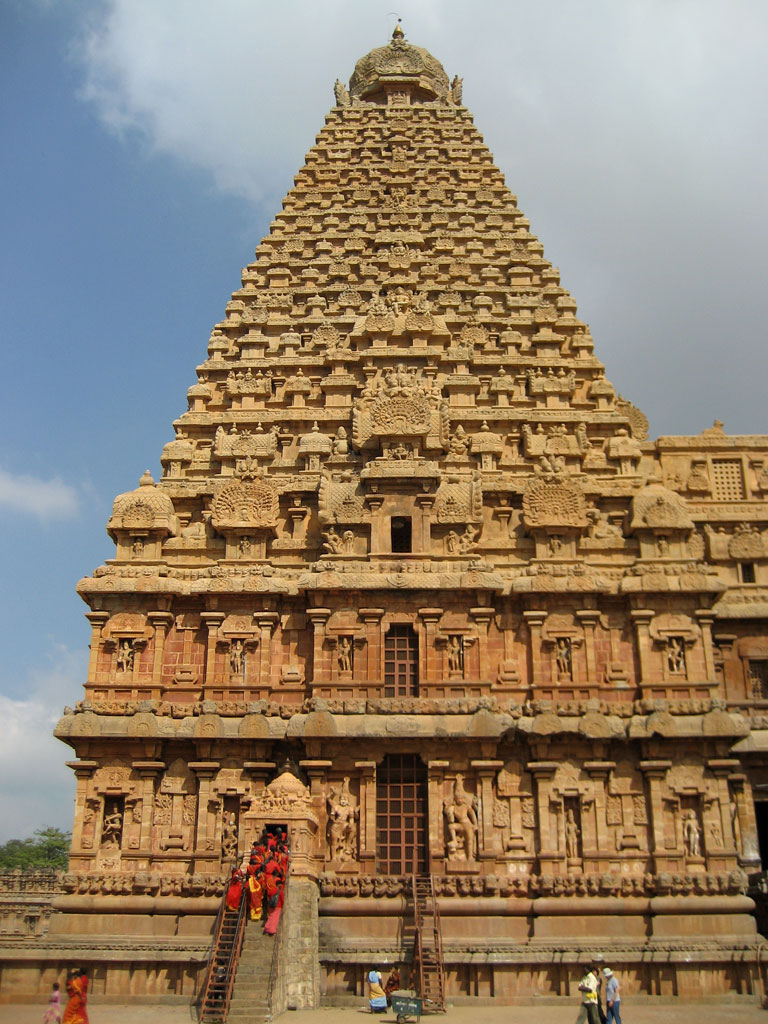
O Templo Brihadeeswarar em Thanjavur, estado de Tamil Nadu.

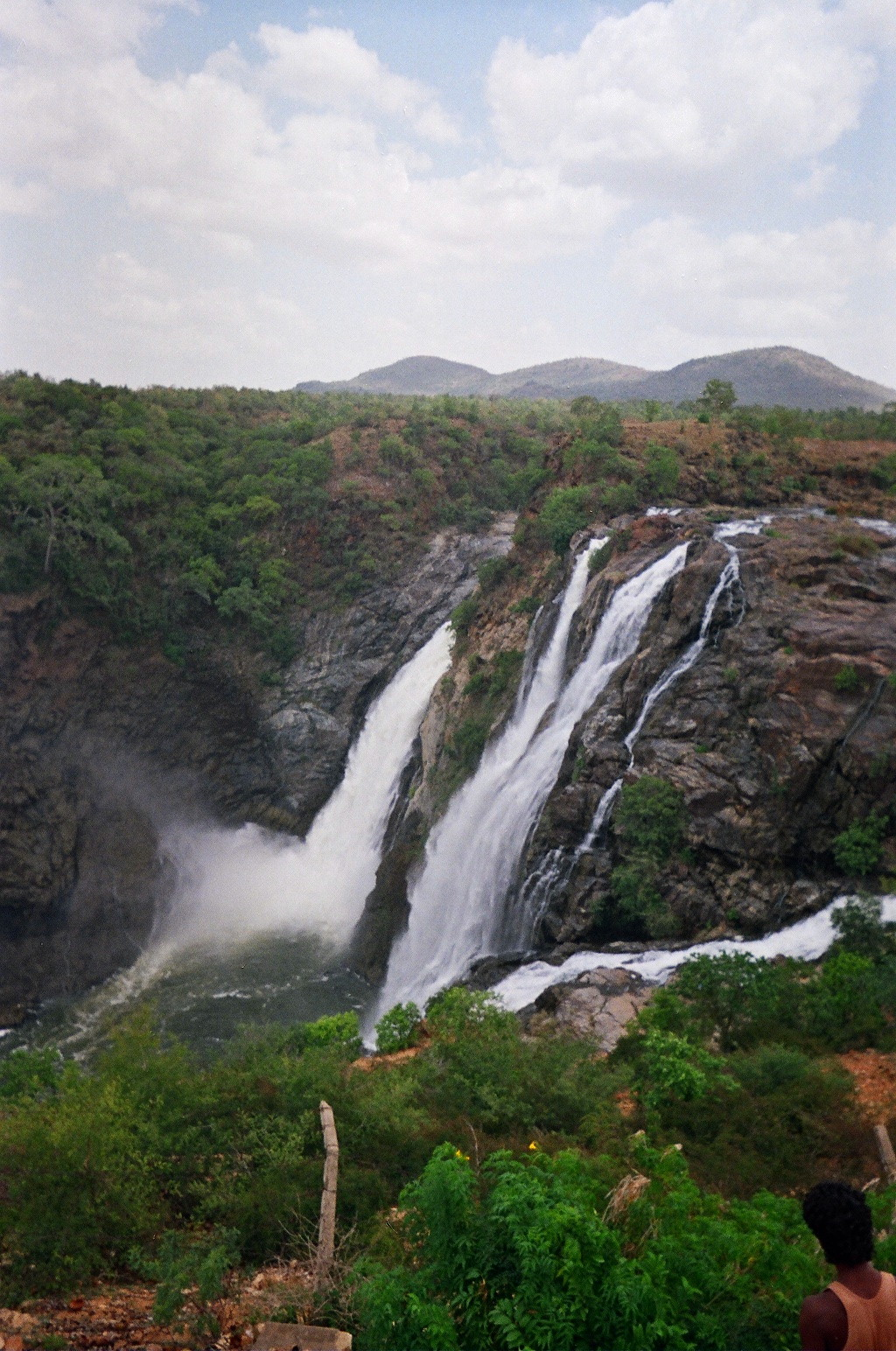
Cataratas Shivanasamudra no rio Kaveri perto de Mysore.

Designa-se como Índia do Sul o conjunto de regiões na parte meridional da Índia constituída pelos estados de Andhra Pradesh, Karnataka, Kerala e Tamil Nadu e ainda os territórios da União Indiana de Laquedivas e Pondicherry, ocupando 19,31% da área total do país (635 780 km²). A região também é conhecida como Dravida e assim é nomeada  no hino nacional da Índia.
A Índia do Sul fica na parte peninsular do planalto do Decão e está rodeada pelo mar Arábico a oeste, o oceano Índico a sul e a baía de Bengala a leste. A geografia da região é muito variada, com duas grandes cordilheiras, os Gates Ocidentais e os Gates Orientais, e um centro que é um grande planalto. Os rios Godavari, o Críxena, Tungabadra e Kaveri são importantes fontes de água.
A maioria dos habitantes ou naturais da região sul da Índia fala uma das línguas dravídicas: canarês, malaiala, tâmil, telugo, túlu, ou kodava. Ao longo da história, uma série de reinos dinásticos governou partes da Índia do Sul, cujas invasões por toda a Ásia Meridional e Sudeste Asiático tiveram impacto na história e cultura de países como o Sri Lanka, Singapura, Filipinas, Indonésia, Tailândia e Malásia. A região foi colonizada pela Companhia Britânica das Índias Orientais e gradualmente integrada no Império Britânico.
Após registar flutuações nas décadas imediatamente seguidas à independência indiana, a economia dos estados da Índia do Sul registou incrementos superiores aos da média nacional do decurso das últimas três décadas. Apesar disso, e de os indicadores socioeconómicos demonstrarem significativas melhorias, as disparidade económica, o analfabetismo e a acentuada pobreza continuam a incidir negativamente na vida da região, tal como no resto do país. A agricultura é o setor que garante a principal parte do produto económico, enquanto as tecnologias de informação (IT) estão em rápido crescimento. A literatura e os estilos arquitetónicos, fruto de evolução que assenta em mais de dois mil anos de história, é diferenciada de outras regiões da Índia. A política é dominada por pequenos partidos com carácter regional, e pelos grandes partidos indianos como o Congresso Nacional Indiano (INC), o Partido Bharatiya Janata (BJP) e o Partido Comunista da Índia (Marxista) (CPI(M)).
O desenvolvimento económico reflete-se ainda em indicadores como a taxa de fecundidade, que é de 1,9, a mais baixa de todas as regiões da Índia. 
As mais populosas cidades da Índia do Sul eram, em 2008, Chennai, Bangalore, Hyderabad, Thiruvananthapuram, Coimbatore, Madurai, Visakhapatnam, Vijayawada e Kochi. A população estimada da Índia do Sul era de 233 milhões de habitantes em 2006. Os maiores grupos linguísticos da região meridional da Índia incluem os telugos, tâmeis, canadigas, malaialas, tuluvas e kodavas. Cerca de 83% dos indianos do sul seguem o Hinduísmo. O Islão é seguido por cerca de 11%, e 5% são seguidores de várias correntes do Cristianismo .
A taxa de alfabetismo média é de 73%, bastante superior à média nacional de 60% verificada em 2006.